# Osteuropäische Geschichte
Osteuropäische Geschichte ist eine Subkategorie der Geschichtswissenschaft, deren Forschungs- und Lehrobjekt die Geschichte Osteuropas bzw. einzelner Länder oder Regionen Osteuropas, Ostmitteleuropas und Südosteuropas. Sie gilt aus politischen, regionalen und sprachlichen Gründen als eigenständiges Fach. Sie steht in enger fachlicher Beziehung zur Russistik und zur Slawistik.

## Definition
Im Einzelnen umfasst die Osteuropäische Geschichte die Geschichte folgender Länder und Regionen:
- Osteuropa (im engeren Sinne);
  - Russland (Sowjetunion), Ukraine, Belarus
- Baltikum;
  - Estland, Lettland und Litauen
- Ostmitteleuropa;
  - Polen, Tschechien, Slowakei (ehemals Tschechoslowakei), Ungarn
- Südosteuropa;
  - Slowenien, Kroatien, Bosnien-Herzegowina, Serbien, Montenegro, Kosovo, Nordmazedonien (ehemals Jugoslawien), Rumänien, Bulgarien, Albanien, Moldau

Im Vordergrund steht die Geschichte Russlands bzw. die Geschichte der Sowjetunion. Daneben wird auch die Geschichte der in Russland aufgegangenen Länder sowie die benachbarten Länder in Forschung und Lehre berücksichtigt. Oft wird die osteuropäische Geschichte mit der Geschichte der slawischen Völker gleichgesetzt, dabei leben im Raum Osteuropa auch nichtslawische Völker wie Ungarn, Rumänen, Albaner und die baltischen Völker.
Die Geschichte Osteuropas hört nicht an Europas geografischer Ostgrenze in Russland am Ural auf, sondern sie betrifft den ganzen Raum Russlands einschließlich Sibiriens. Darüber hinaus schließt sie auch die Geschichte der Nachfolgestaaten der Sowjetunion, also der Länder Mittelasiens und des Kaukasus ein.

## Status und Bedeutung
Während des Kalten Krieges und der Spaltung Europas durch den Eisernen Vorhang gewann das Studium der Geschichte und Politik der Sowjetunion und Osteuropas gewaltige politische Bedeutung. An den westdeutschen Universitäten wie auch in anderen westlichen Ländern entstanden Lehrstühle für Osteuropäische Geschichte und auch Slawistik. Außerdem wurden mehrere Institute zur Erforschung der Sowjetunion und der osteuropäischen Länder eingerichtet wie das Osteuropa-Institut und das Südost-Institut in München und das Bundesinstitut für ostwissenschaftliche und internationale Studien in Köln. Das Studium Osteuropas wurde oft auch mit der Erforschung der Sowjetunion und des Kommunismus, mit Sowjetologie und Kremlastrologie gleichgesetzt.
Nach den Revolutionen im Jahr 1989 und dem Zerfall der Sowjetunion ab 1989 ließ das Interesse an der Geschichte Russlands und der anderen Länder Osteuropas nach. Viele Lehrstühle für die Geschichte Osteuropas wurden abgeschafft. Das Fach befindet sich in der Defensive und ging oft in der Allgemeinen Geschichte als Unterabteilung auf. Auch wurden einige Spezialinstitute geschlossen: so wurde das Bundesinstitut für ostwissenschaftliche und internationale Studien (BIOst) in Köln geschlossen. Teile des Personals und der Aufgabengebiete des Kölner Bundesinstituts sowie des Münchener Südost-Instituts wurden in die Berliner Stiftung Wissenschaft und Politik (SWP) integriert.
Die Erforschung der Geschichte Osteuropas wird wegen der sprachlichen, gesellschaftlichen und politischen Besonderheiten der Region immer noch als wichtig erachtet. Die Interessen des Fachs vertritt im deutschsprachigen Raum der Verband der Osteuropahistorikerinnen und -historiker e. V. (VOH).